# Андро Кнего
Андрија „Андро“ Кнего (Дубровник, 21. октобар 1956) је бивши југословенски и хрватски кошаркаш.

## Клупска каријера
Кнего је почео каријеру у Дубровнику, а наставио у Цибони. За Цибосе је играо у три наврата, и био је члан генерације која је освојила Куп Европских шампиона 1985. године и Куп победника купова 1987. Поред Цибоне играо је још у шпанском Кахмадриду где је провео једну сезону, и у италијанској екипи Монтекатини Терме где је провео три сезоне. Године 1996. се реактивирао након четири године неиграња и одиграо једну сезону за аустријски Велс.

## Репрезентација
Са репрезентацијом Југославије наступао је између 1976. и 1985. године. За то време освојио је много медаља а сигурно најважније су злато на Олимпијским играма 1980. и злато на Светском првенству 1978.